# Kornelij
Kornelij je moško osebno ime.

## Izvor imena
Ime Kornelij izhaja iz latinskega imena Cornelius s prvotnim pomenom »pripadajoč starorimski rodbini Kornelijev«. Ime Corneliuss povezujejo z latinsko besedo cornu v pomenu besede »rog; vojaški rog; lok« oziroma cornus »dren; sulica«.

## Različice imena
- moške različice imena: Kornel, Korneli, Kornelio, Nel, Nelis, Nelo
- ženska različica imena: Kornelija

## Tujejezikovne različice imena
- Nemško: Cornelius, Kornelius
- Angleško: Cornelius, Correl
- Nizozemsko: Cornelis, Kornelis, Corneel, Korneel, Kees
- Italijansko: Cornelius, Cornelio, Nello
- Portugalsko: Cornélio
- Špansko: Cornelio
- Francosko: Cornélius
- Madžarsko: Kornél

## Pogostost imena
Po podatkih Statističnega urada Republike Slovenije na dan 31. decembra 2007 v Sloveniji ni bilo moških oseb z imenom Kornelij.

## Osebni praznik
V koledarju je ime Kornelij zapisano 3. februarja (Kornelij, rimski stotnik, učenec apostola Petra, † 3. februar v 1. stoletju) in 16. septembra (Papež Kornelij, mučenec, † 14. september 253; god 16. septembra).

## Zanimivosti
- Iz rimske rodbine Kornelijev  izhaja tudi rimski zgodovinopisec Tacit Kornelij, ki je v Analih in Historijah prikazal čas 14 do 96 n. št., v knjigi Germanija pa zgodnjo germansko zgodovino.
- Ime Kornelij v priimku ima francoski dramski pesnik Pierre Corneille iz 17. stoletja, ki je ustvaril klasicistično tragikomedijo Cid (Le Cid, 1636, slov. prevod 19629 in komedijo Lažnivec (Le menteur, 1643).